# Alba (sèrie de televisió)
|  | Per a altres significats, vegeu «Alba». |

Alba és una sèrie de televisió dramàtica espanyola produïda per Atresmedia i Boomerang TV, adaptació de la turca Fatmagül'ün Suçu Ne?. Es va estrenar a Atresplayer Premium el 28 de març del 2021, es va emetre a Antena 3 a partir del 9 de març de 2022 i Netflix va adquirir-la el mateix any per a llançar-la el 15 de juliol del 2022.

## Sinopsi
La sèrie està ambientada a la comarca valenciana de la Marina Baixa. Alba, que estudia a una universitat a Madrid, hi estableix una relació amb Bruno, un jove de la vila natal, al País Valencià. La primera nit que hi tornen, per les vacances d'estiu, és víctima d'una violació en grup i es desperta a la platja l'endemà al matí sense recordar-ne els detalls. Aviat s'assabenta que els tres agressors són els millors amics de Bruno, i que ell també va estar-hi present durant el crim. Mentre lluiten per justícia, tant Alba com Bruno han de resistir la pressió i les amenaces de la rica i poderosa família Entrerríos, a la qual pertany un dels que la van violar.

## Elenc
- Elena Rivera com a Alba Llorens Vendrell[8]
- Eric Masip com a Bruno Costa Campoamor[9]
- Álvaro Rico com a Jacobo Entrerríos[10]
- Adriana Ozores com a Mercedes Entrerríos[10]
- Pol Hermoso com a Rubén Entrerríos[10]
- Tito Valverde com a Víctor Entrerríos[10]
- Jason Fernández com a Hugo Roig[9]
- Bea Segura com a Clara Campoamor[9][11]
- Ana Wagener com a Marta Pozas[11][12]
- Jorge Silvestre com a Tirso Rubio Pastor[9]
- Miquel Fernández com a César Valdivieso[11]
- Franky Martín com a Antonio "Toño" Llorens Vendrell[9]
- Caterina Mengs com a Begoña "Bego"[9]
- Candela Cruz com a Miriam[9]
- Antonio Gil com a Eloy Duvall[11]
- Jordi Ballester com a Iván Entrerríos[11]
- Luís Iglesia com a Mariano Entrerríos[11]
- Mario Santos com a Luisito Llorens[11]
- Pepa Gracia com a Tinent Julia Giner[11]
- Roser Tapias[13]
- Juan Carlos Villanueva[14][15]
- Hajar Brown[16]

## Producció
Es tracta d'una adaptació de la popular sèrie turca Fatmagül'ün Suçu Ne?. Coproduïda per Atresmedia i Grupo Boomerang, consta de 13 episodis amb una durada d'aproximadament 50 minuts cadascun. L'equip de guionistes estava format per Irma Correa, Susana López Rubio, Javier Holgado, Ignasi Rubio, Carlos Vila Sexto i Carlos Martín. El rodatge, que duraria 6 mesos, va anar del juny al desembre del 2020. Van gravar a la Comunitat de Madrid, a la Vila Joiosa i en altres ciutats de la Costa Blanca, com ara Benidorm i Finestrat.